# Bally Total Fitness
Pour les articles homonymes, voir Bally.
Bally Total Fitness, Corp. est une chaine américaine de salles de sport qui compte 60 gymnases dans plusieurs États. L'entreprise est née du rachat en 1983 de Health and Tennis Corporation of America, une chaine de club de fitness et Lifecycle, un fabricant de vélo d'appartement. Les deux entreprises sont regroupées dans la filiale Bally Total Fitness en 1995. En novembre 2001, Bally Total Fitness revend 171 lieux de pratique à un de ses concurrents L.A. Fitness. En avril 2012, l'entreprise vend 39 autres centres à Blast Fitness,. À son apogée en 2007, avant le dépôt de la première des deux banqueroute, Bally Total Fitness comptait près de 440 succursales dans 29 États américain, au Mexique, au Canada, en Corée du Sud, Chine, et aux Caraïbes sous les appellations Bally Total Fitness, Crunch Fitness, Gorilla Sports, Pinnacle Fitness, Bally Sports Clubs, et Sports Clubs of Canada. La maison mère est située à Chicago dans Illinois.

## Historique

Premier logo de Bally Total Fitness

En 1983, Bally Manufacturing rachète Health and Tennis Corporation of America, une chaine de club de fitness et Lifecycle, un fabricant de vélo d'appartement. Health and Tennis Corporation of America et Lifecycle se développent au cours des années 1980 et 1990, en 1995 elles sont regroupées dans la filiale Bally Total Fitness.
En 1992, Bally Manufacturing, se centre sur l'activité de club de santé. En 1993, la division fabrication d'équipement de fitness était l'un des leaders du marché, mais Bally Entertainment est obligé de revendre une partie de sa branche sport, Life Fitness y-compris les machines Life Cycle, Life Step et Life Rower à Brunswick Corporation. En 1996, une scission est opérée et la filiale Bally Total Fitness devient indépendante.